# Rosemberg Cariry
Antônio Rosemberg de Moura, publicamente mais conhecido como Rosemberg Cariry (Farias Brito, 4 de Agosto de 1953), é um cineasta, roteirista, documentarista, produtor, poeta e escritor cearense nascido no município de Farias Brito na região do cariri cearense. Desde sua infância as tradições populares e religiosas locais não só o influenciaria, mas também o marcaria profundamente através de relatos e testemunhos dos seus avós. Por esse motivo, consciente que essa cultura popular aos poucos ia desaparecendo como o contato com a modernidade, decidiu dedicar numerosos estudos, pesquisas, publicações,  gravações sonorizadas, filmes documentários e de ficção a tradições nordestinas.
Desde os anos 70 teve uma participação importante nos movimentos artísticos do Crato, lançando a revista Nação Cariri, (de onde se originou seu pseudônimo). Nesta revista cultural, conjugava as influencias da cultura popular regional com as de uma cultura humanista clássica, Adquirida no Seminário dos Padres Franciscanos do Juazeiro do Norte, depois na Universidade de Fortaleza , onde fez estudos de Filosofia. Essas influencias, que já haviam marcado a sua poesia, suas produções musicais e ensaios, encontrarão no cinema uma forma de expressão sintética.

## Carreira
A primeira investida de Rosemberg foi em super-8, ainda no Crato, no curta de ficção “A Profana Comédia"(1975). No final da década de 70, Rosemberg realizaria um média-metragem sobre o poeta popular Patativa do Assaré e faria inúmeros registros de manifestações das culturas populares e de eventos sociais, políticos e artísticos que agitaram a época. Depois disso, num período em que, no Ceará, todos ainda insistiam no super-8, Rosemberg passou a trabalhar com as bitolas profissionais de 16mm e 35mm, mergulhando no exercício pleno da arte e realizando filmes como “Patativa do Assaré-Um Poeta do Povo" (em parceria com Jefferson de Albuquerque Jr) e o "Caldeirão da Santa Cruz do Deserto". Ainda em meados da década de 80, filmaria “Pedro Oliveira O Cego que Viu o Mar" (concluído em 2000) e “Irmãos Aniceto Pífanos e Zabumbas"(inacabado). No final da década, iniciou as filmagens de “Juazeiro A Nova Jerusalém", que viria a ser finalizado dez anos depois. 
Na década de 90, Rosemberg realizou documentários para a TV e também para o cinema; alguns finalizados e outros inacabados Tambor de Crioula, São Cristóvão, O Pau da Bandeira de Santo Antônio, Festa dos Caretas, Dia de Finados, Aves de Jesus, A TV e o Ser-Tão, Zé pinto, Maracatu, Teatro José de Alencar de Ferro e Poesia, Jader de Carvalho Especial, As Meninas, Boi Pintadinho de Camocim, A festa do Fogo de lcó, Maranguape, A Morte do Boca Rica, Baturité- Verde que te quero verde, A Violeira, Mestres da Cultura Popular do Ceará e Autos Populares do Natal, entre muitos outros. A maior parte da obra, foi preservada em condições razoáveis. Merece registro, como destaque, o curta “O Auto de Leidiana”, rodado em vídeo e kinescopado para 35mm, que tem no seu elenco José Mojica Marins (Zé do Caixão), Via Negromonte, Nelson Xavier e Joca Andrade. Este filme tem a sua estética e a sua linguagem de farsa inspiradas na literatura de cordel. O roteiro é do dramaturgo Mapurunga Filho.  
Em 1986, dirigiu seu primeiro filme de longa metragem, o documentário, A Irmandade da Santa Cruz do Deserto. Em 1993, filmou A Saga do Guerreiro Alumioso, longa-metragem de ficção, finalizado com apoio da Cinequanon de Lisboa e do Instituto Português de Arte Cinematográfica (IPACA).Já em 1995, Rosemberg Cariry obteve o Prêmio da Retomada do Cinema Brasileiro, do Ministério da Cultura, realizando o seu terceiro filme de longa metragem, Corisco e Dadá. O filme participou do chamado "Renascimento do Cinema Brasileiro", foi bem recebido pela crítica, teve lançamento comercial em muitas cidades brasileiras e obteve inúmeros prêmios no Brasil e no exterior. 
A partir de 1999, Rosemberg Cariry realizou alguns filmes: A TV e o Ser-Tao, Pedro Oliveira – O Cego que viu o Mar (média metragem – Prêmio GNT de Renovação de Linguagem) e um filme documentário de longa metragem chamado Juazeiro – A Nova Jerusalém. 
Em 2001, produziu e dirigiu um filme ficção de longa-metragem chamado Lua Cambará - Nas Escadarias do Palácio, finalizado em 2002, e em 2003 o cineasta realizou o longa-metragem Cine Tapúia. Em 2006 concluiu o documentário, longa-metragem, Patativa do Assaré – Ave Poesia, sobre a obra e a vida do maior poeta popular do Brasil. Dois anos depois, em 2008, concluiu o longa-metragem Siri-Ará. Em 2011, rodou o filme Folia de Reis, ficção, com atores profissionais e amadores, nas favelas da grande Fortaleza, e, em 2010, realizou o documentário de longa-metragem Cego Aderaldo – O Homem, o Cantador e o Mito, sobre o célebre artista popular.
Em 16 de setembro de 2024, foi outorgado com o título de Doutor Honoris Causa pela Universidade Regional do Cariri (URCA) devido suas contribuições como poeta, cineasta, escritor e roteirista.
Os filmes participaram de festivais nacionais e internacionais e foram premiados em alguns destes festivais. Atualmente realiza uma séria de nove documentários, de longa-metragem, sobre o escritor Ariano Suassuna e o nordeste.

## Obra
Paralelamente à sua atividade de cineasta, Rosemberg Cariry desenvolveu todo um trabalho como escritor e poeta, tendo publicado os livros: 
- Despretencionismo – Poemas, em parceria com Geraldo Urano, em 1975.
- Semeadouro – Poemas, em 1981.
- Cultura Insubmissa – Estudos e Reportagens, em parceria com Oswald Barroso, em 1982.
- S de Seca SS – Poemas, em 1983.
- A Lenda das Estrelinhas Magras – Contos, em 1984.
- Inãron ou na Ponta da Língua eu trago trezentos mil desaforos – Poemas, em 1985.

Em 2008, em parceria com Firmino Holanda, lançou o livro O Caldeirão da Santa Cruz do Deserto – Anotações para a história, e em 2011 organizou o livro Congresso Brasileiro de Cinema – Reflexões e Anotações para a História (dois volumes). Participou ainda de antologias poéticas no Brasil e no exterior. Teve ativa participação nos movimentos artísticos e literários do Ceará e editou revistas literárias, com destaque para o jornal/revista Nação Cariri. 
Por ter participado amplamente da preservação do patrimônio cultural do povo brasileiro, foi reconhecido, em 1995, com o “Prêmio Rodrigo de Franco Melo Andrade/ IPHAN”, outorgado pelo Ministério da Cultura do Brasil. Foi presidente da Associação Brasileira de Cinema – ABD- Ceará, na década de 80. Foi um dos fundadores e primeiro presidente da Associação de Produtores e Cineastas do Norte e Nordeste – APCNN, nos anos de 2003-2004. Foi conselheiro da Secretaria do Audiovisual do MinC. Foi eleito presidente do Congresso Brasileiro de Cinema - CBC para o biênio 2009/10. Foi delegado brasileiro do audiovisual em vários encontros na Europa e América latina. 

## Filmografia
- 1986 - Caldeirão Da Santa Cruz Do Deserto
- 1993 - A Saga do Guerreiro Alumioso
- 1996 - Corisco & Dadá
- 1999 - A TV e o ser-Tao
- 1999 - Pedro Oliveira, o Cego que Viu o Mar
- 2001 - Juazeiro, a Nova Jerusalém
- 2003 - Lua Cambará, Nas Escadarias do Palácio
- 2006 - Cine Tapuia
- 2007 - Patativa do Assaré - Ave ou poesia
- 2008 - Siri-Ará
- 2013 - Os Pobres Diabos